# Esso-Häuser

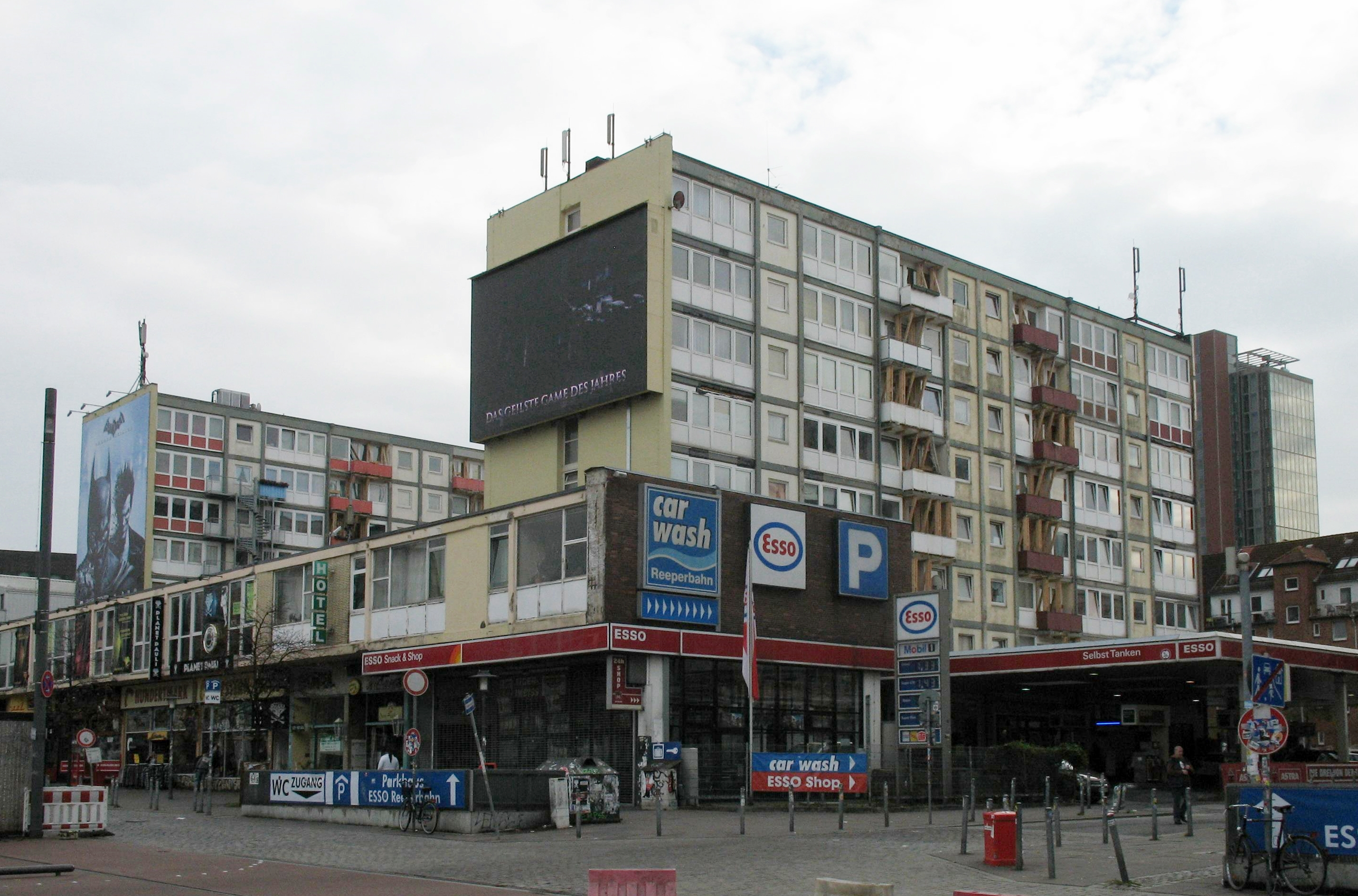
Esso-Häuser im November 2013

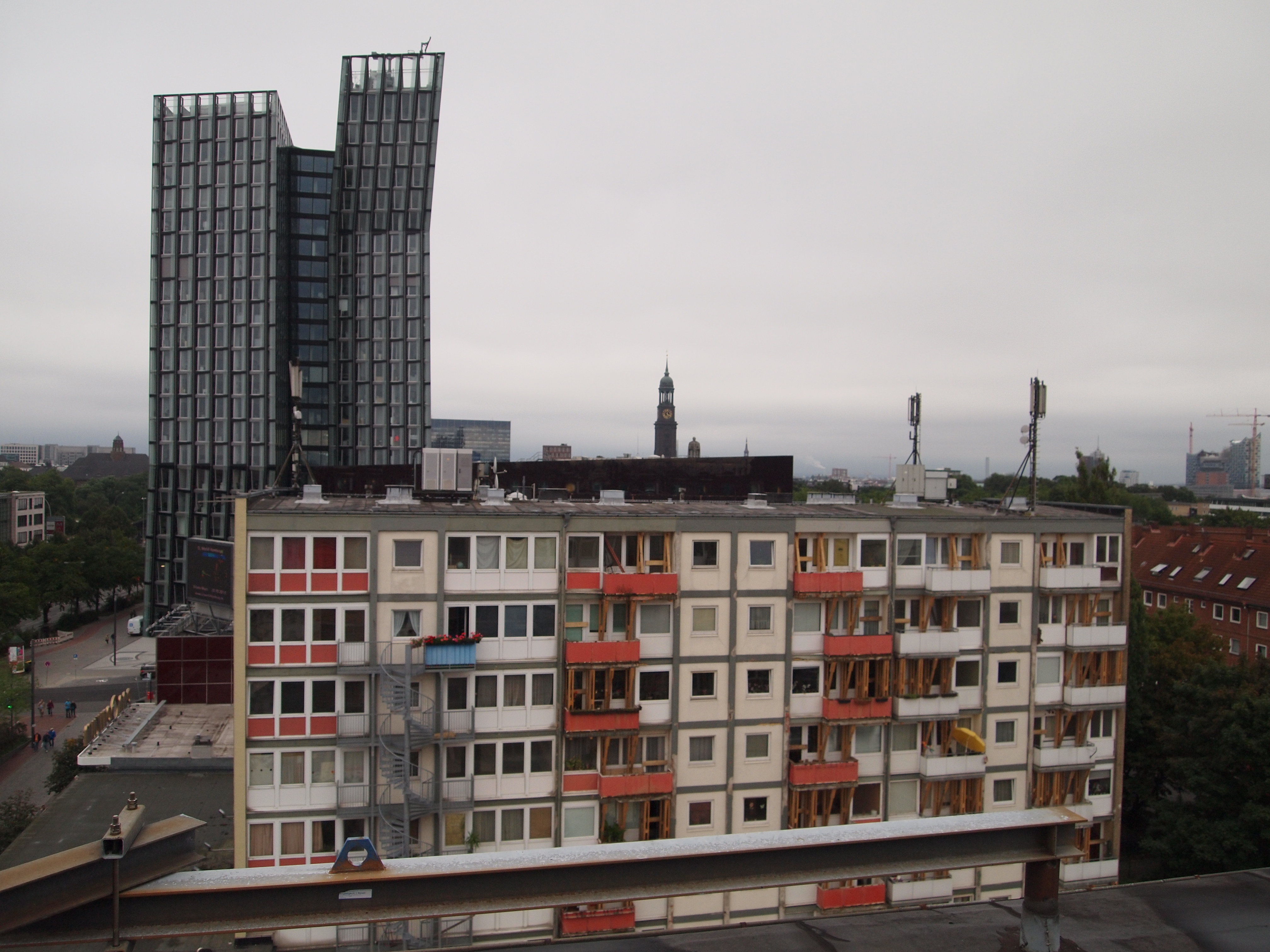
Östlicher Wohnblock der Esso-Häuser vor der St.-Pauli-Skyline mit den Tanzenden Türmen, September 2013

Als Esso-Häuser wird ein ehemaliger Gebäudekomplex im Hamburger Stadtteil St. Pauli zwischen Spielbudenplatz, Taubenstraße und Kastanienallee bezeichnet. Es handelte sich um einen Plattenbau der 1960er-Jahre. Der Block umfasste zwei achtstöckige Wohnhäuser mit 110 Wohnungen, einen zweigeschossigen Gewerberiegel mit einem Hotel, Einzelhandelsgeschäften und Clubs, zum Spielbudenplatz hin, sowie Tiefgaragen und die Esso-Tankstelle Reeperbahn, nach der die gesamte Zeile benannt war. 2014 wurde der Komplex abgerissen und die Fläche geräumt. Seither liegt das Areal brach. Es soll nach aktuellen Plänen ab Anfang 2026 neu bebaut werden.

## Geschichte

Die Esso-Häuser in den 1970er Jahren

Auf dem Grundstück stand bis zum 25. Juli 1943 das 1886 eröffnete dreigeschossige Theater Eden. Nach den Zerstörungen bei den Luftangriffen des Zweiten Weltkriegs blieb das Grundstück einige Jahre Trümmerfeld. 1958 erwarb der Tankstellenbetreiber Ernst Schütze das Erbbaurecht für die 6.187 m² umfassende Fläche am Spielbudenplatz und gab im selben Jahr die Planungen zur Neubebauung in Auftrag.
Der Entwurf der Architekten Herbert Großner und Hanns Stich sah moderne Plattenbauten von zwei achtgeschossigen Wohnblocks mit 110 Wohnungen und 4600 Quadratmeter Geschossfläche vor und wurde als schlicht, funktional und imposant gelobt. Die Kosten beliefen sich auf sechs Millionen Mark. Das Richtfest fand am 4. Mai 1961 statt. Im Gebäudekomplex untergebrachte Clubs waren unter anderem Das Herz von St. Pauli, Hörsaal, Planet Pauli und das Molotow.

### Kauf durch die Bayerische Hausbau
Der Komplex blieb bis 2009 im Familienbesitz. Zum 1. Mai 2009 verkauften die Eigentümer das 6187 Quadratmeter große Areal mit den inzwischen baufälligen Häusern an die Bayerische Hausbau GmbH & Co. KG. Zuvor hatte das Unternehmen Bodenuntersuchungen durchgeführt. Nach eigenen Angaben plante die neue Eigentümerin nach dem für zunächst 2014 terminierten Abriss einen Neubau mit 5000 Quadratmeter Gewerbefläche zur Reeperbahn hin und 19.500 Quadratmeter für je ein Drittel Eigentums-, Miet- und Sozialwohnungen. Der Tankstellenbetrieb soll entfallen, aber den bisherigen Charakter eines „Dorfplatzes“ auf St. Pauli will die Bayerische Hausbau an dem Standort erhalten.
An dieser Entwicklung entzündete sich eine Debatte, durch die die Esso-Häuser bundesweite Aufmerksamkeit erlangten. Die Initiative Esso-Häuser trat seit 2010 für die Sanierung und den Erhalt der Häuser ein. Nach zwei Treffen der „Initiative Esso-Häuser“ mit der Eigentümerin legte diese im Mai 2011 ein Gutachten vor, nach dem ein Abriss unumgänglich sei. Die Bürgerinitiative gab daraufhin ein weiteres Gutachten in Auftrag, aus welchem hervorgeht, dass die Gebäude nicht zwingend abgerissen werden müssen. Im Jahr 2013 stellte die Bayerische Hausbau einen Abrissantrag, kurz zuvor hatte das Bezirksamt Hamburg-Mitte ein neues Gutachten zu Gebäuden und Garagen beauftragt, bei dem exemplarisch von den 70 begutachteten Bauteilen aus Dach, Tiefgarage und Hülle nur ein einziges in Ordnung war. Das durch die DR-Architekten vorgelegte Gutachten dokumentierte eine weit vorangeschrittene Schädigung der Stahlbetonkonstruktion und empfahl Maßnahmen zur Gewährleistung der Standsicherheit. Neben einer Bewertung des Bauzustandes wurden auch die Kosten einer Sanierung den Kosten eines Neubaues gegenübergestellt. Das Gutachten der Stadt kam in vielen Punkten zu dem gleichen Ergebnis wie die drei bereits vorhandenen Gutachten und wurde daher vom Bund der Steuerzahler für die Kosten von rund 100.000 Euro scharf kritisiert. Während des Streites um den Abriss wurde die Wohnqualität durch fehlende Instandhaltung eingeschränkt. So wurde im Februar 2013 den Mietern die Nutzung der Balkone vom Bezirksamt untersagt und im Juni 2013 die Tiefgarage gesperrt, da laut Gutachten die Stahlbetonkonstruktion im Inneren durch Zersetzung so stark beschädigt sei, dass Einsturzgefahr für die Tiefgarage und die darauf stehenden Gebäude nicht ausgeschlossen werden könne.

### Räumung wegen Einsturzgefahr
In der Nacht zum 15. Dezember 2013 mussten die Häuser wegen Einsturzgefahr evakuiert werden. Bewohner hatten der Polizei Erschütterungen gemeldet und von „wackelnden Wänden“ berichtet. Nach der Räumung wurde das Krisenmanagement der Stadt und des Eigentümers scharf kritisiert. Die angrenzende Esso-Tankstelle und im Gewerbevorbau liegende Läden, Bars, Restaurants und Diskotheken wurden geschlossen. Am 17. Dezember teilte das Bezirksamt mit, dass die Häuser nicht wieder bezogen werden können. Daraufhin zeigte die Initiative Esso-Häuser die Bayerische Hausbau wegen Verstößen gegen das Hamburgische Wohnraumschutzgesetz an. Zudem forderte die Initiative finanzielle Entschädigungen, das Rückkehrrecht für alle Mieter in die Neubauten und die transparente Offenlegung der statischen Untersuchungen an den Häusern. Weitergehend forderte sie zudem eine neue Planung für das Gelände und zu 100 Prozent geförderten Wohnraum mit günstigen Mieten, einschließlich der Gewerbemieten. Fünf Wochen nach der Räumung hatten 40 Mieter noch keine neue Wohnung gefunden. Am 7. Januar 2014 begann eine Speditionsfirma damit den Wohnkomplex auszuräumen. Ende Januar 2014 erteilte das Bezirksamt Hamburg-Mitte eine Abrissgenehmigung, da „der Erhalt der Gebäude dem Eigentümer aus wirtschaftlichen Gründen nicht zuzumuten“ sei. Die Initiative Esso-Häuser forderte vom Bezirk Belege, was Ursache und Auswirkungen der Erschütterungen am Tag der Räumung gewesen sein könnte, die Untersuchungsergebnisse offenzulegen und erstellte diesbezüglich einen Fragenkatalog. Im Februar 2014 hatten 20 Mietparteien noch keine neue Wohnung gefunden.

### Proteste
Am 28. April 2013 demonstrierten 1500 Menschen für den Erhalt der Häuser.
Im Juni 2013 veröffentlichten über 125 prominente Vertreter aus Wissenschaft, Kultur und Wirtschaft ein Manifest, in dem der Erhalt der zum Abriss vorgesehenen Gebäude auf St. Pauli gefordert wurde. Unter den Unterzeichnern waren unter anderem Udo Lindenberg, Jan Delay, Ingrid Breckner, Muck Petzet, Peter Lohmeyer und Rocko Schamoni.
Am 8. September 2013 demonstrierten im Anschluss an ein Fußballspiel des FC St. Pauli vom Harald-Stender-Platz ausgehend etwa 2000 Menschen und forderten einen Erhalt der Häuser.
Anlässlich der Räumung gab es mehrere Demonstrationen gegen die Spekulation mit den Häusern und die Vertreibung der Altmieter, so protestierten am Abend der Räumung vor den Häusern spontan 750 Menschen. Während der Demonstrationen in Hamburg am 21. Dezember 2013 gab es auch Kundgebungen für den Erhalt der Esso-Häuser. 7300 Menschen demonstrierten, nach Polizeiangaben, unter dem Motto Die Stadt gehört allen! Refugees, Esso-Häuser und Rote Flora bleiben. Hierbei kam es zu gewalttätigen Ausschreitungen und Spontandemonstrationen vor den Esso-Häusern. Am 11. Januar 2014 fand ein so genannter „Brush-Mob“ statt, der auch die Esso-Häuser thematisierte. Am 18. Januar 2014 protestierten mehrere tausend Menschen gegen die Politik des Hamburger Senats, unter anderem für eine soziale Bebauung des Esso-Häuser-Areals.
Während des Ausräumens der ehemaligen Wohnungen und Geschäfte fand eine weitere Protestaktion unter dem Motto „Verschöner your local Bauzaun“ statt. Hierbei wurden Fotografien ehemaliger Bewohner an dem den Gebäudekomplex absichernden Bauzaun angebracht und auf Umzugskartons Forderungen und Statements der ehemaligen Bewohner geschrieben.
Am 8. Februar 2014 fand eine „Stadtteilversammlung“ im Ballsaal des Millerntor-Stadions statt, bei der sich etwa 450 Anwohner, Gewerbetreibende und sonstige Interessierte über den aktuellen Planungsstand rund um das Esso-Häuser-Areal austauschten. Zu dieser Versammlung hatten verschiedene Stadtteilinitiativen eingeladen. An deren Ende wurde eine Resolution beschlossen, welche unter anderem eine Rückkehr der bisherigen Mieter zu alten Konditionen, die Errichtung von Sozialwohnungen auf dem Gelände sowie einen Erhalt der Alten Flora beinhaltete. Andernfalls solle der Bayerischen Hausbau der Komplex entzogen werden.
Während einer Mahnwache, Ende Februar 2014, gab es Auseinandersetzungen mit dem Sicherheitsdienst.

### Abriss

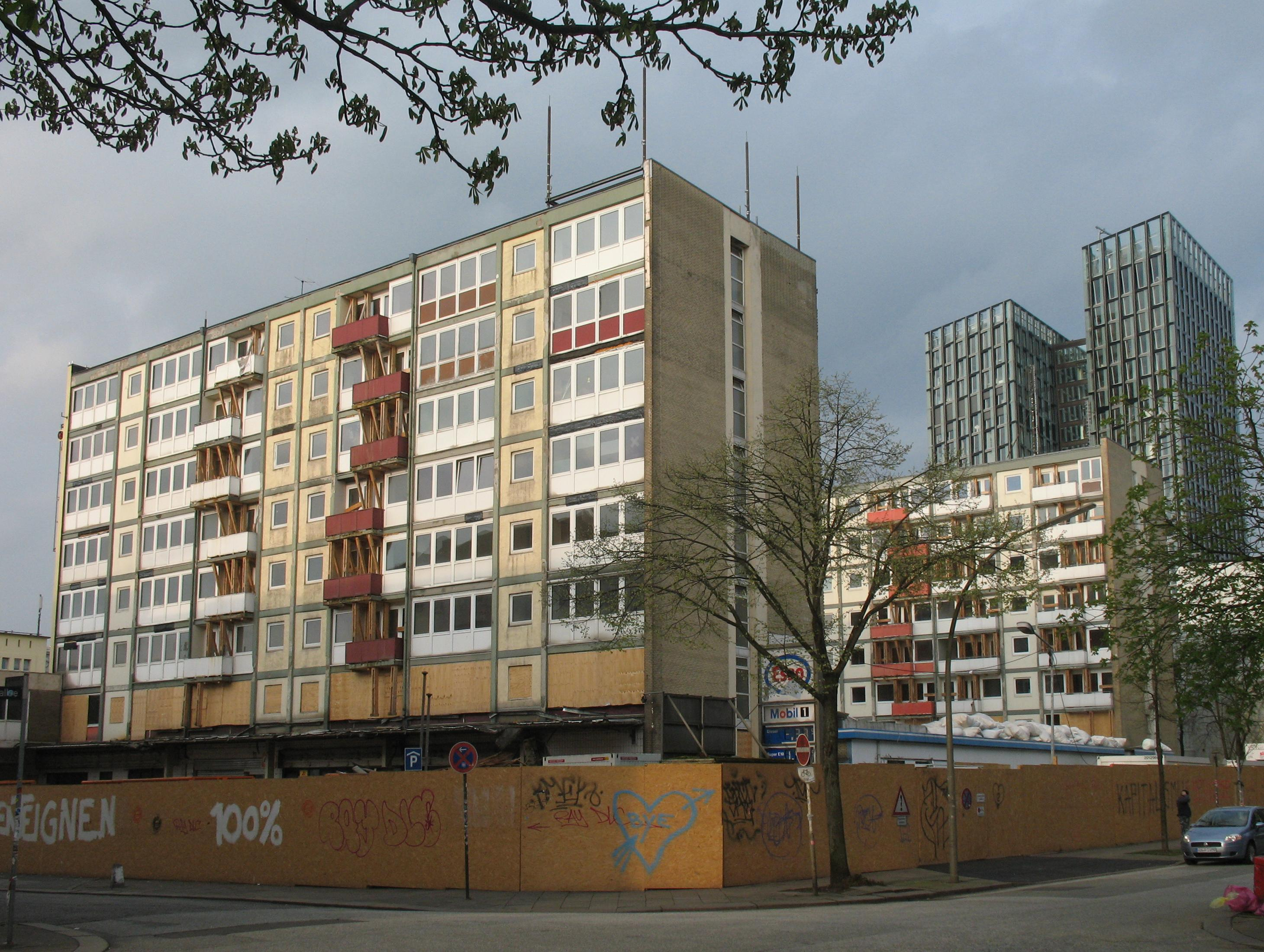
Esso-Häuser im April 2014

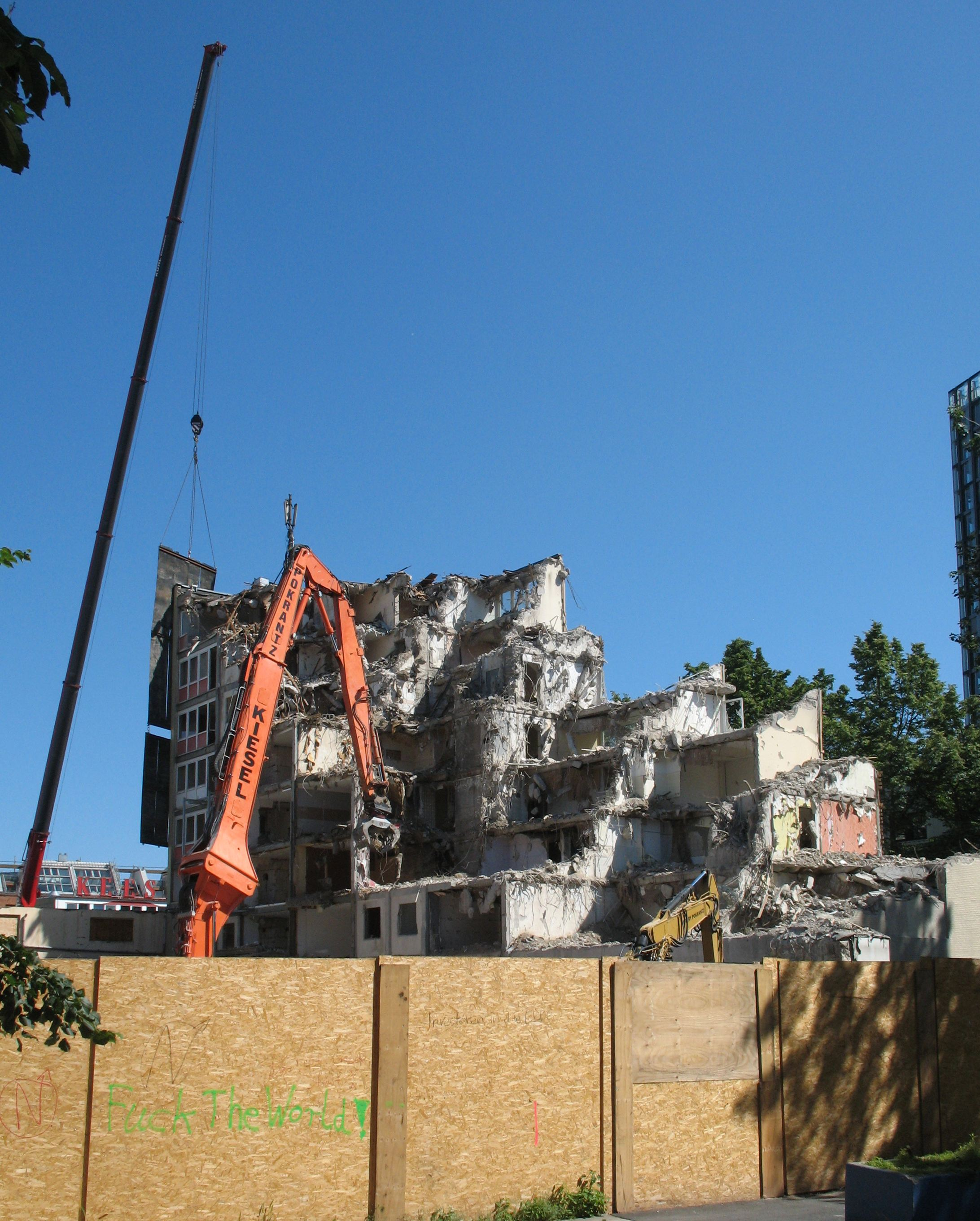
Abriss des östlichen Esso-Hauses

Ende Januar 2014 wurde die Abrissgenehmigung erteilt. Am Morgen des 23. Januar wurde mit dem Abbau der großen elektronischen Werbewand, die sich an einem der Esso-Häuser befand, mit den abschließenden Vorbereitungsarbeiten für den Abriss begonnen, nachdem zuvor auch die letzten Mieter ihre Wohnungen leer geräumt hatten. Am 12. Februar 2014 begannen Bauarbeiter mit Baggern die Esso-Tankstelle abzureißen. Am selben Abend fand aus diesem Anlass eine Spontankundgebung statt. Im März 2014 wurden Dämmmaterialien und Türen in den Häusern entfernt. Im Mai 2014 fanden weitere kleinere Abrissarbeiten statt. Laut Angaben der Bayerischen Hausbau sind bei Schadstoffuntersuchungen in der Gewerbezeile Asbestfunde gemacht worden und es habe einen Wechsel des ausführenden Abbruchunternehmens gegeben, was zu Verzögerungen geführt habe.

## Diskussion um Neubebauung des Grundstücks
Die SPD kündigte im Februar 2014 an, die notwendige Änderung des Baurechts an die Auflage zu binden, dass die Bayerische Hausbau 50 Prozent Sozialwohnungen auf dem Gelände baut. Zudem soll den Mietern ein Rückkehrrecht nach gleichen oder besseren Konditionen eingeräumt werden. Daraufhin kündigte der Sprecher der Bayerischen Hausbau als Konsequenz an, die Gebäude abzureißen, aber anschließend das Gelände nicht mehr zu bebauen. Der Sprecher der Bayerischen Hausbau, Bernhard Taubenberger, schrieb eine E-Mail an den SPD-Fraktionschef in Mitte, Falko Droßmann: „Bei allem Respekt vor dem demokratisch legitimierten politischen Souverän: Wir sind nicht Ihr Landsknecht, der Ihre gutsherrlichen Befehle ausführt.“
Im Juni 2014 stimmte die Bayrische Hausbau schließlich zu, doch 50 Prozent Sozialwohnungen bauen zu lassen. Chef Jürgen Büllesbach sagte, es gäbe „praktikable Möglichkeiten, die Lücke zwischen der Forderung des Bezirks und dem von uns angebotenen Drittel zu füllen, etwa durch Baugemeinschaften, Studenten- oder Seniorenwohnungen, die auch öffentlich gefördert werden können“. Ferner sprach Andy Grote von einer möglichen Rückkehr der Gastronomen in Container entlang des Bauzauns.

### Beteiligungsprozess
Am 8. Februar 2014 fand im Ballsaal des FC St. Pauli eine unabhängige Stadtteilversammlung statt. Die dort verabschiedete Ballsaal-Resolution forderte einen „von unten organisierten demokratischen Planungsprozess“ für die Esso-Häuser. Die aus dieser Nachbarschaftsversammlung heraus gebildete Arbeitsgruppe Planung entwickelte ein Konzept für einen „neuartigen und innovativen Beteiligungsprozess“ für die Neuplanung der Häuser, nahm Verhandlungen mit dem Bezirk Hamburg-Mitte auf und trat am 24. April 2014 mit einem ersten Umriss dieses Verfahrens unter dem Titel „Wir nennen es PlanBude“ an die Öffentlichkeit. „PlanBude schlägt einen innovativen, von Grund auf anderen Planungsprozess für die Esso-Häuser vor: zugänglich, modellhaft, demokratisch, ergebnisoffen, breitgefächert, vor Ort organisiert. PlanBude verknüpft die Felder Stadtplanung, Architektur, Bildende Kunst, Urbanismus, Stadtteilkulturarbeit, Soziale Arbeit und Soziologie mit der Straße, mit der bewohnten Stadt, mit dem lokalen Wissen. PlanBude setzt auf eine aus dem Alltag entwickelte Imaginationskraft.“

### Planbude

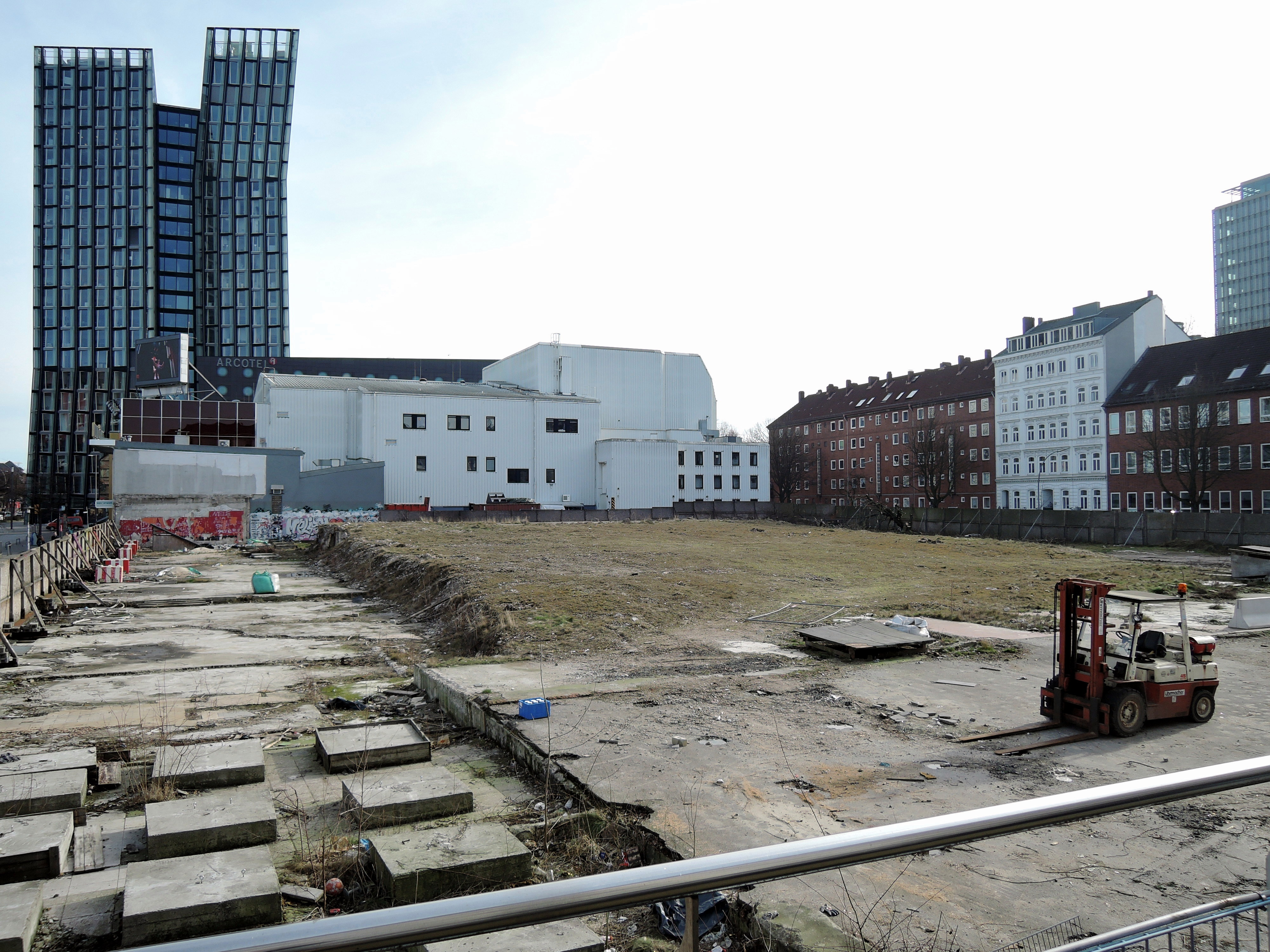
Esso-Gelände im Februar 2019

Im Juli 2014 wurde bekannt, dass es ein Beteiligungsverfahren für die Bürger des Stadtteils bei den Plänen für den Neubau am Spielbudenplatz geben soll. Den Auftrag dafür erhielt die PlanBude, das neugegründete Büro aus Architekten, Planern, Künstlern, die bereits den Planungsprozess Park Fiction organisiert hatten, sowie einer Sozialarbeiterin. Über sechs Monate lang wurden Vorschläge der Anwohner und Interessierten gesammelt. In zwei Containern an der Taubenstraße, Ecke Spielbudenplatz konnten alle Interessierten, ehemalige Bewohner der Esso-Häuser, Gewerbetreibende und andere Menschen aus St. Pauli ihre Ideen einbringen. Das PlanBude-Verfahren gilt in Architekturfachkreisen inzwischen als beispielhaft genaues und intensives Beteiligungsverfahren und wurde in der Wiener Secession, im Württembergischen Kunstverein Stuttgart und in der Autostadt Wolfsburg ausgestellt.
Die Ergebnisse aus dem PlanBude-Prozess wurden auf zwei öffentlichen Stadtteilkonferenzen vorgestellt und diskutiert. In Verhandlungen zwischen dem Baudezernat des Bezirks Hamburg-Mitte, dem Bezirksamtsleiter, der Bayerischen Hausbau und der PlanBude entstand ein Eckpunktepapier sowie die Grundlage für einen städtebaulichen Wettbewerb. Fast schon sprichwörtlich wurde der von der PlanBude so genannte „St. Pauli Code“, der versucht, die Frage zu beantworten, was das neue Quartier können muss, damit sich das Spezielle an St. Pauli darin wieder ansiedeln und erneuern kann. Nach dem „St. Pauli Code“ soll nun eine kleinteilige Mischung aus Wohnen, Kleingewerbe, Unterhaltung und öffentlichen Bereichen entstehen.
2024 wurde von den Aktivisten das Areal als "Platz der leeren Versprechungen" deklariert: Kurz darauf beendete die Planbude die Zusammenarbeit mit der Stadt Hamburg, da das Scheitern des Bauvorhabens der Initiative zugeschrieben wurde. 

### Architekturwettbewerb
Auf Basis der Ergebnisse des Beteiligungsprozesses lobte die Eigentümerin 2015 ein städtebauliches Gutachterverfahren aus, das gemeinschaftlich von den Architekturbüros NL Architects aus Amsterdam und BeL Sozietät für Architektur aus Köln gewonnen wurde.
Der nachfolgende Architekturwettbewerb führte zu dem Ergebnis, dass neben den Büros NL und BeL erstmals Lacaton et Vassal (Paris), IFAU und Jesko Fezer (Berlin) und feld72 in Hamburg bauen werden.

### Neuer Name
Ende Mai 2017 lobte die Eigentümerin einen Namenswettbewerb für die neuen Esso-Häuser aus. Aus den Vorschlägen wurde der Name „Paloma-Viertel“ für die neu entstehende Bebauung gewählt.

### Übernahme durch SAGA und Quantum
Im November 2024 wurde bekannt, dass die städtische SAGA Unternehmensgruppe sowie der Immobilienentwickler Quantum das Areal übernommen haben. Die Pläne der Eigentümer weichen dabei deutlich von den ursprünglichen Ergebnissen des Beteiligungsverfahrens der Planbude ab. Neben 164 öffentlich geförderten Wohnungen seien dabei eine Kita, ein Hotel, ein Livemusik-Club sowie ein Haus der Kreativwirtschaft geplant. Demnach sei mit einem Baubeginn Anfang 2026 zu rechnen und im ersten Halbjahr 2028 mit der Fertigstellung des Projekts.

## Künstlerische Aufarbeitung

### Musik
2013 erschien der Song Echohäuser, der von Thomas Wenzel und Ømmes Fröhling komponiert und von „Jeanne d’Arcs der Esso-Häuser“ Julia, Oxana und dem Butt Club Chor eingesungen wurde und sich für den Erhalt der Esso-Häuser einsetzt. Die Gebäude dienen zudem als Kulisse des zugehörigen Videos von The Good, The Bad And The Ugly.

### Film
2014 veröffentlichten die Hamburger Filmemacher Irene Bude, Olaf Sobczak und Steffen Jörg ein umfassendes Porträt über die Esso-Häuser: Der 90-minütige Film Buy buy St. Pauli – Über die Kämpfe um die Esso-Häuser dokumentiert das Leben der Bewohner, den Widerstand gegen die Abrisspläne des Investors, die plötzliche Evakuierung im Dezember 2013, die Klobürstenproteste 2014 und den Beginn der PlanBude im gleichen Jahr.

### Performance
Die Hamburger Performerin Sylvi Kretzschmar inszenierte 2014 mit dem Megafonchor die den Esso-Häusern gewidmete Performance Esso Häuser Echo. Für diesen Nachruf auf die Esso-Häuser verwandte die Performerin Originalstimmen der Bewohner und Nachbarn. Die Produktion verstärkte die Stimmen des Alltags und übersetzte diese in eine Choreographie, die sowohl auf Kampnagel wie auch auf dem Spielbudenplatz aufgeführt wurde.